# Storthyngurella wolffi
Storthyngurella wolffi là một loài chân đều trong họ Munnopsidae. Loài này được Malyutina miêu tả khoa học năm 1999.